# Johannes Spengler
Johannes Spengler (* 27. Juli 1629 in St. Gallen; † 18. August 1700 ebenda) war ein Bürgermeister von St. Gallen (Schweiz).

## Leben
Johannes Spengler war der Sohn von Hans Jacob Spengler, Kanzleisubstitut und dessen Ehefrau Elisabeth Schlumpf; sein Stiefvater war David Cunz und er war ein Urenkel des Jacob Spengler.
Er war ein Mitglied der Weberzunft. Von 1679 bis 1687 war er Ratsherr und anschliessend von 1687 bis 1700 im Wechsel mit Joachim Kunkler, Heinrich Hiller (gewählt 1695) und Ulrich Weyermann (gewählt 1695) im Dreijahresturnus Amtsbürgermeister, Altbürgermeister und Reichsvogt. In dieser Zeit war er auch Pannerhauptmann sowie Schulrats- und Ehegerichtobmann.
Johannes Spengler heiratete 1657 Magdalena, Tochter des Hans Konrad Fels, Elfer.